# یادگیری قانون
یادگیری قانون (Learning Law) کتابی است که توسط  گلانویل ویلیامز نوشته است. این کتاب یک اثر «استاندارد» است که به آن «کلاسیک» گفته شده‌است، و گفته می‌شود «مفید» و «اصلی ترین» است. مجله حقوقی گفته‌است که آنها انتظار داشتند که این کرسی برای یک کلاس تحصیل کننده حقوق تبدیل شود. دانشگاه لندن دانشجویان خود را ترغیب به استفاده از کتاب کرد.
یازده نسخه اول توسط  گلانویل ویلیامز چاپ شد. چاپ اول و دوم در سال ۱۹۴۵، چاپ سوم در سال ۱۹۵۰، چهارم در سال ۱۹۵۳، پنجمین در سال ۱۹۵۴، ششم در سال ۱۹۵۷، هفتم در سال ۱۹۶۳، هشتمین در سال ۱۹۶۹، نهمین در سال ۱۹۷۳، دهم در سال ۱۹۷۸، یازدهم در سال ۱۹۸۲، دوازدهمین در سال ۲۰۰۲، سیزدهمین در سال ۲۰۰۶، چهاردهمین در سال ۲۰۱۰، چهاردهمین در سال ۲۰۱۳ و شانزدهم در سال ۲۰۱۶. دوم برداشت‌های اصلاح شده از نسخه دوم در سال ۱۹۴۶ منتشر شد. نسخه‌های هفتم و نهم تا یازدهم نیز بیش از یک برداشت داشتند. این کتاب در گالینگور و شومیز منتشر شده‌است.